# 蒂韦
蒂韦（法語：Thivet，法語發音：[tivɛ]）是法国上马恩省的一个市镇，属于肖蒙区。

## 地理
蒂韦（47°59'30"N, 5°17'13"E）面积15.37 平方千米，位于法国大東部大區上马恩省，该省份为法国东北部内陆省份，北起马恩省和默兹省，西接奥布省，西南接科多尔省，东南接上索恩省，东临孚日省。
与蒂韦接壤的市镇（或旧市镇、城区）包括：诺让、罗朗蓬、马恩河畔沃塞涅、维特里莱诺让。

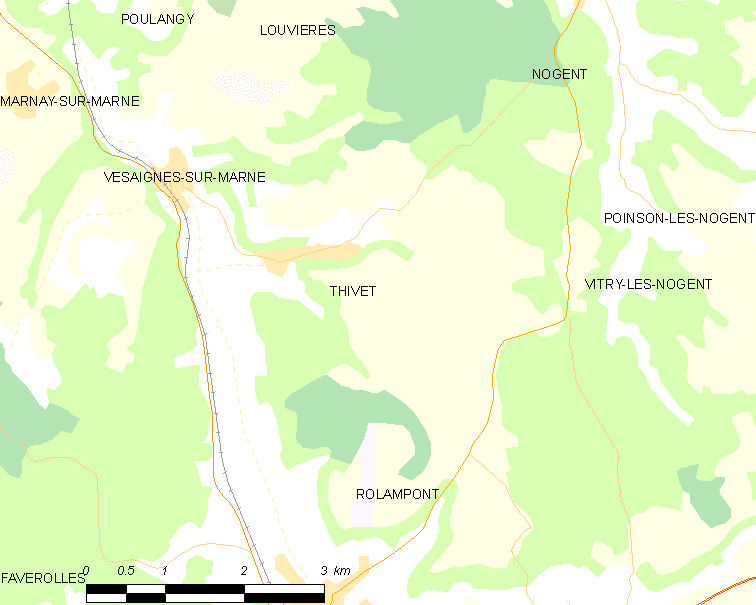
蒂韦的OSM定位图

蒂韦的时区为UTC+01:00、UTC+02:00（夏令时）。

## 行政
蒂韦的邮政编码为52800，INSEE市镇编码为52488。

## 政治
蒂韦所属的省级选区为诺让县。

## 人口

1962-2008年间蒂韦人口变化图示

蒂韦于2022年1月1日时的人口数量为276人。